# Rande

Schůzka Romea a Julie na obraze Franka Dickseeho z roku 1884

Rande (z franc. rendez-vous) je schůzka dvou lidí, kteří se chtějí seznámit a případně navázat trvalejší vztah. Na rande se dva lidé teprve poznávají a zhodnocují, zda má smysl pokračovat v dalších schůzkách. Za rande se dají rovněž považovat setkání následující po prvním, kdy dochází k hlubšímu poznávání, rozvoji zamilovanosti a prvnímu intimnímu kontaktu. Rande může vyústit v přátelství, milenecký poměr nebo vážný vztah nebo také v nic dalšího.
Na rande by se měla dvojice vyvarovat určitých témat. Stačí jedna špatná věta nebo téma a je konec všem nadějím. Tabu jsou bývalí partneři, zdravotní stav, alkoholové zážitky, tesknění nad minulostí a stěžování si. Protějšek by se neměl toho druhého ptát, kolik chce dětí, jakou bere výplatu, proč je sám a proč ho opustil bývalý partner.
Velmi populárním v zaneprázdněné době se stává speed dating, které je založeno na principu postupného seznámení s mnoha kandidáty. Následně každý do dotazníku zakroužkuje ty, s nimiž by se chtěl setkat i příště. Při vzájemných sympatiích nic nebrání v tom, aby se dva lidé spolu sešli. Na oslnění protějšku má každý zhruba pět minut, během kterých se musí představit. Základem úspěchu je nenucená konverzace o zálibách a umění naslouchat. Speed dating se obvykle koná ve větších městech.

## První rande
Ten, kdo zve na rande a chce pokračovat i v dalších schůzkách, měl by si promyslet, co o sobě dotyčnému prozradí a měl by se chovat přirozeně, jako kdyby komunikoval se svými přáteli. Být sám sebou je hlavním předpokladem, aby si protějšek o druhém neudělal mylný názor, protože by časem stejně vyšly najevo pravé povahové rysy. Odborníci radí nešetřit úsměvy a optimismem a naopak se vyhnout dvojsmyslným poznámkám. Přátelské chování má obzvlášť kýžený účinek na další rozvoj počátečního vztahu.
První rande rozhodne, zda si dvojice domluví další schůzku. V dnešní době si lidé sjednávají první rande zejména přes internetové seznamky, sociální sítě nebo aplikace v chytrém telefonu. Důležité je hlavně to, jaký první dojem na sebe lidé udělají. Muži mají rádi atraktivní a inteligentní ženy, ženy zdravě sebevědomé a galantní muže. První rande je vhodné zorganizovat na veřejném místě a ani jeden z dvojice by se neměl snažit ohromit toho druhého penězi nebo postavením.
Na první rande chodí lidé s určitými obavami a představami, co všechno nepředvídatelného se může přihodit. Nejčastěji se lidé zaobírají tím, o čem si budou s protějškem povídat a zda nenastane tíživé ticho. Rovněž se strachují, že řeknou něco nevhodného nebo budou druhým pohlavím odmítnuti. Zvláště muži pak tápou, zda ženu na konci prvního rande políbit nebo ji pozvat k sobě domů.
V současné době se role v partnerském životě stírají a v některých partnerstvích vládnou ženy, v jiném muži. Na prvním rande dochází k přerozdělování těchto rolí. Pokud jeden z dvojice touží v budoucím vztahu po dominanci, měl by zaplatit útratu a určovat tempo a pokroky v milostném životě. Pokud chce dvojice vyrovnaný vztah, prvně zaplatí žena, poté muž. V případě, že jeden z dvojice pouze přijímá, staví se v rozvíjejícím se vztahu do pasivní role.

### Kam na první rande
První rande je nejdůležitější, na prvním rande máte totiž možnost udělat dobrý dojem. Ženy rády přenechají iniciativu a nápady mužům a nechávají se tak překvapit. Volba místa prvního rande může být podnětem k dalším schůzkám. Ideální je zvolit takové místo, kde nejsou dva lidé zcela sami, ale otevírá se jim tu prostor k povídání a poznávání. Nejobvyklejším místem pro schůzku bývá kavárna, cukrárna nebo restaurace. Je to totiž ideální prostředí na povídání. Další tradiční místo bývá kino, kde je důležité zvážit výběr filmu. Po dobré večeři nebo kině přijde vhod i procházka po okolí, kde máte prostor na to si v klidu popovídat. Cestou můžete narazit na zmrzlinu nebo nějaký dobrý drink. Pokud chcete být trochu originální můžete vyzkoušet například piknik, brusle, zoologickou zahradu, pouť, šlapadla nebo výlet na nějaký hrad či zámek.

## Rande naslepo
Rande naslepo je čím dám oblíbenějším způsobem seznamování, zvlášť pokud se dvojice seznámila na online seznamce. Na schůzku naslepo lidé většinou chodí s nějakým očekáváním a představami, které si utvořili o druhém po komunikaci na internetu nebo po telefonu. Až 90 procent inzerentů o sobě nepodává pravdivé informace a při osobní schůzce může nastat pro druhého nepříjemný šok.